# Законодательное собрание Красноярского края
Законодательное Собрание Красноярского края — законодательный  однопалатный орган  Красноярского края, является постоянно действующим представительным и единственным  законодательным органом власти края.

## История
27 марта 1994 года были проведены первые выборы в Законодательное собрание Красноярского края. Первая сессия краевого парламента состоялась 21 апреля 1994 года. С 1994 года было избрано 7 созывов Законодательного собрания. Но в 2007 году с момента объединения Красноярского края Таймыра и Эвенкии отсчёт созывов начался заново: первый созыв (1994—1997); второй созыв (1997—2001); третий созыв (2001—2007); первый созыв (2007—2011); второй созыв (2011—2016); третий созыв (2016-2021); четвёртый созыв
(2021-2026).

## Действующий созыв
| Фракция             | Руководитель                    | Кол-во депутатов |
| ------------------- | ------------------------------- | ---------------- |
| Единая Россия       | Додатко Андрей Игоревич         | 36               |
| КПРФ                | Бойченко Александр Владимирович | 8                |
| ЛДПР                | Бойков Алексей Петрович         | 4                |
| Новые люди          | Гореленков Евгений Сергеевич    | 2                |
| Справедливая Россия | Маркерт Максим Андреевич        | 1                |
| Зеленые             | Иванова Ирина Геннадьевна       | 1                |

## Председатели
- Ермаченко Станислав Васильевич (род. 6 сентября 1938 года) — председатель Законодательного собрания Красноярского края в 1994—1998 гг.
- Усс Александр Викторович (род. 3 ноября 1954 года) — председатель Законодательного собрания Красноярского края в 1998—2017 гг.
- Клешко Алексей Михайлович (1970—2018) — врио председателя Законодательного собрания Красноярского края со 2 октября по 19 октября 2017 года.
- Свиридов Дмитрий Викторович (род. 14 апреля 1970) — председатель Законодательного собрания Красноярского края в 2017-2021 гг.
- Додатко Алексей Игоревич (род. 15 августа 1975) — председатель Законодательного собрания Красноярского края с 12 октября 2021 года.